# 시마다촌 (아이치현)
시마다촌(島田村)은 일본 아이치현 나카시마군에 설치되었던 촌이다. 현재의 이나자와시의 남동부에 해당한다.